# Оптические датчики

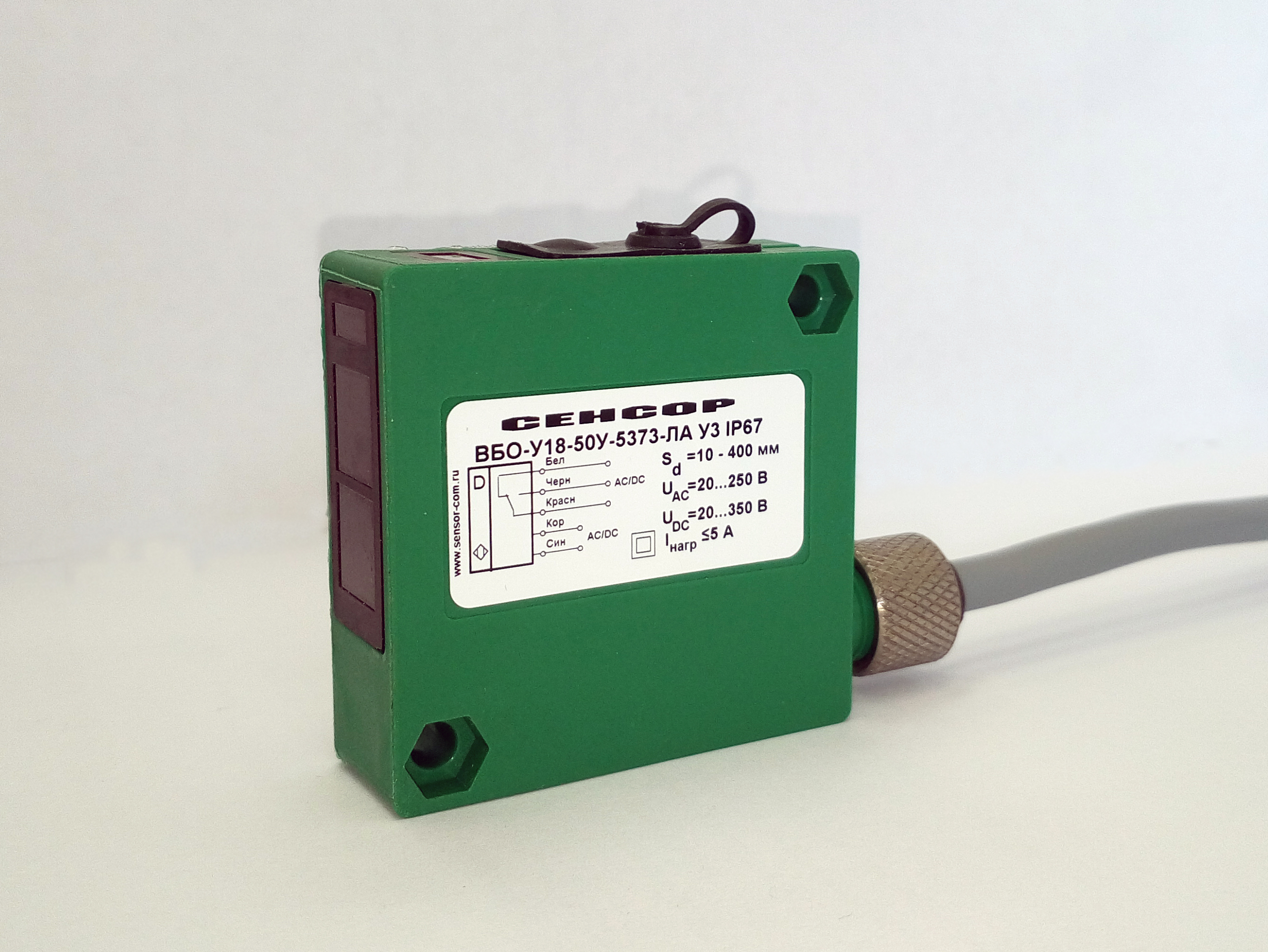
Оптический бесконтактный датчик (выключатель)

Опти́ческий да́тчик (Фотоэлектрический датчик) — оптическое электронное устройство, бесконтактный датчик физической величины, в котором используются различные типы фотодетекторов — фотодиод, фоторезистор, тепловой приёмник излучения и так далее.

## Устройство и принцип
Датчик состоит из трёх компонентов: излучателя, приёмника и устройства управления (линза, оптоволокно, призма и так далее). Приёмник регистрирует в видимом, инфракрасном или ультрафиолетовом диапазонах электромагнитные волны от излучателя, где оптический сигнал преобразуется в электрический.

## Применение
Применяется для определения положения и перемещения объектов, шероховатости поверхности, спектрометрии, контроля температуры, измерения расстояния, определения деформации и напряжения. Оптические датчики реагируют на непрозрачные и полупрозрачные предметы, водяной пар, дым и аэрозоли. Оптические датчики как составная часть автоматизированных систем управления технологическими процессами широко применяются для определения наличия и подсчёта количества предметов, присутствия на их поверхности наклеек, надписей, этикеток или меток, позиционирования и сортировки предметов.
С помощью оптических датчиков можно контролировать расстояние, габариты, уровень, цвет и степень прозрачности. Их устанавливают в системы автоматического управления освещением, приборы дистанционного управления, используют в охранных системах.